# Pachodynerus atrata
Pachodynerus atrata är en stekelart som först beskrevs av Fabricius 1798.  Pachodynerus atrata ingår i släktet Pachodynerus och familjen Eumenidae. Inga underarter finns listade i Catalogue of Life.